# Ciofeni, Vaslui
Ciofeni este un sat în comuna Zăpodeni din județul Vaslui, Moldova, România. Se află în partea de nord a județului,  în Podișul Central Moldovenesc. La recensământul din 2002 avea o populație de 175 locuitori. Biserica cu hramul Sf. Nicolae, care se află în cimitirul satului este construită din lemn în 1819 are statut de monument istoric (cod LMI: VS-II-m-B-06783).